# أزجي أيوب أوغلي
أزجي أيوب أوغلي (بالتركية: Ezgi Eyüboğlu) (15 يونيو 1988 في إسطنبول -)؛ ممثلة وعارضة أزياء تركية.

## عنها
ولدت ونشأت في مدينة إسطنبول. دخلت جامعة حاجي تبه قسم الكنسرفتوار في إسطنبول ثم انتقلت إلى جامعة معمار سنان في قسم الكنسرفتوار الدولي، وتخرجت من قسم فن الباليه. وفي عام 2001 كانت في المركز الثالث في مسابقة Elite Model Look. وفي عام 2003، أختيرت الوصيفة الثانية في مسابقة ملكة جمال تركيا. وعادت لتدرس في جامعة يدي تبيه ثم في عام 2007 عملت مع العديد من الوكالات لعرض الأزياء.

## أعمالها
شاركت أيضا في تصوير بعض الفيديو كليبات الغنائية كما عملت في عدة مسلسلات تلفزيونية، منها:
- «من أجلك» 2007
- «الشوارع الخلفية» 2008
- «المشي تجاه النار» 2010
- «أنت قلبي» 2011
- «حريم السلطان» 2012
- «الانتقام» 2013
- «يا إسطنبول» 2014
- «اسمه سعادة» 2015
- «المنظمة» 2021
- «الحديقة السرية» 2024

## حياتها الشخصية
بتاريخ 14 مايو 2016 عقدت قرانها على شريكها في بطولة مسلسل اسمه سعادة الممثل التركي كان يلدرم، واستمر زواجهما حتى 2019 حيث انتهى بالطلاق.

## وصلات خارجية
- أزجي أيوب أوغلي على موقع IMDb (الإنجليزية)
- أزجي أيوب أوغلي على موقع روتن توميتوز (الإنجليزية)
- أزجي أيوب أوغلي على موقع قاعدة بيانات الأفلام العربية
- أزجي أيوب أوغلي على موقع ديسكوغز (الإنجليزية)
- أزجي أيوب أوغلي على موقع قاعدة بيانات الفيلم (الإنجليزية)
- أزجي أيوب أوغلي على موقع كينوبويسك (الروسية)